# Playoffs NBA 1977
Los Playoffs de la NBA de 1977 fueron el torneo final de la temporada 1976-77 de la NBA. Concluyó con la victoria de Portland Trail Blazers, campeón de la Conferencia Oeste, sobre Philadelphia 76ers, campeón de la Conferencia Este, por 4-2. 
Este sería el primer y único título para los Blazers. El MVP de las Finales fue el pívot Bill Walton. Portland ganó el campeonato de la NBA en su primera aparición en los playoffs, algo que no había ocurrido desde los primeros días de la liga BAA.
Estos fueron los primeros playoffs de la NBA que sucedía después del movimiento de equipos desde la American Basketball Association a la NBA; dos de estos equipos (San Antonio Spurs y Denver Nuggets) hicieron su debut en los playoffs de la NBA en 1977, que sería además el año en el que disputasen su primera temporada. New Jersey Nets harían su primera aparición en 1979, e Indiana Pacers en 1981.

## Tabla
|  | Primera Ronda     | Primera Ronda | Primera Ronda |   |  | Semifinales de Conferencia | Semifinales de Conferencia | Semifinales de Conferencia |  |  | Finales de conferencia | Finales de conferencia | Finales de conferencia |  |  | Finales de la NBA | Finales de la NBA | Finales de la NBA |
|  |                   |               |               |   |  |                            |                            |                            |  |  |                        |                        |                        |  |  |                   |                   |                   |
|  | E4                | Boston        | 2             |   |  | E1                         | Philadelphia*              | 4                          |  |  |                        |                        |                        |  |  |                   |                   |                   |
|  | E4                | Boston        | 2             |   |  | E1                         | Philadelphia*              | 4                          |  |  |                        |                        |                        |  |  |                   |                   |                   |
|  | E5                | San Antonio   | 0             |   |  | E4                         | Boston                     | 3                          |  |  |                        |                        |                        |  |  |                   |                   |                   |
|  | E5                | San Antonio   | 0             |   |  | E4                         | Boston                     | 3                          |  |  |                        |                        |                        |  |  |                   |                   |                   |
|  |                   |               |               |   |  |                            |                            |                            |  |  | E1                     | Philadelphia*          | 4                      |  |  |                   |                   |                   |
|  | Conferencia Este  |               |               |   |  |                            |                            |                            |  |  | E1                     | Philadelphia*          | 4                      |  |  |                   |                   |                   |
|  |                   | E2            | Houston*      | 2 |  |                            |                            |                            |  |  |                        |                        |                        |  |  |                   |                   |                   |
|  |                   |               |               |   |  |                            |                            |                            |  |  |                        |                        |                        |  |  |                   |                   |                   |
|  | E3                | Washington    | 2             |   |  | E3                         | Washington                 | 2                          |  |  |                        |                        |                        |  |  |                   |                   |                   |
|  | E3                | Washington    | 2             |   |  | E3                         | Washington                 | 2                          |  |  |                        |                        |                        |  |  |                   |                   |                   |
|  | E6                | Cleveland     | 1             |   |  | E2                         | Houston*                   | 4                          |  |  |                        |                        |                        |  |  |                   |                   |                   |
|  | E6                | Cleveland     | 1             |   |  | E2                         | Houston*                   | 4                          |  |  |                        |                        |                        |  |  |                   |                   |                   |
|  |                   |               |               |   |  |                            |                            |                            |  |  |                        |                        |                        |  |  | E1                | Philadelphia*     | 2                 |
|  |                   |               |               |   |  |                            |                            |                            |  |  |                        |                        |                        |  |  | E1                | Philadelphia*     | 2                 |
|  |                   | W3            | Portland      | 4 |  |                            |                            |                            |  |  |                        |                        |                        |  |  |                   |                   |                   |
|  |                   |               |               |   |  |                            |                            |                            |  |  |                        |                        |                        |  |  |                   |                   |                   |
|  | W4                | Golden State  | 2             |   |  | W1                         | Los Angeles*               | 4                          |  |  |                        |                        |                        |  |  |                   |                   |                   |
|  | W4                | Golden State  | 2             |   |  | W1                         | Los Angeles*               | 4                          |  |  |                        |                        |                        |  |  |                   |                   |                   |
|  | W5                | Detroit       | 1             |   |  | W4                         | Golden State               | 3                          |  |  |                        |                        |                        |  |  |                   |                   |                   |
|  | W5                | Detroit       | 1             |   |  | W4                         | Golden State               | 3                          |  |  |                        |                        |                        |  |  |                   |                   |                   |
|  |                   |               |               |   |  |                            |                            |                            |  |  | W1                     | Los Angeles*           | 0                      |  |  |                   |                   |                   |
|  | Conferencia Oeste |               |               |   |  |                            |                            |                            |  |  | W1                     | Los Angeles*           | 0                      |  |  |                   |                   |                   |
|  |                   | W3            | Portland      | 4 |  |                            |                            |                            |  |  |                        |                        |                        |  |  |                   |                   |                   |
|  |                   |               |               |   |  |                            |                            |                            |  |  |                        |                        |                        |  |  |                   |                   |                   |
|  | W3                | Portland      | 2             |   |  | W3                         | Portland                   | 4                          |  |  |                        |                        |                        |  |  |                   |                   |                   |
|  | W3                | Portland      | 2             |   |  | W3                         | Portland                   | 4                          |  |  |                        |                        |                        |  |  |                   |                   |                   |
|  | W6                | Chicago       | 1             |   |  | W2                         | Denver*                    | 2                          |  |  |                        |                        |                        |  |  |                   |                   |                   |
|  | W6                | Chicago       | 1             |   |  | W2                         | Denver*                    | 2                          |  |  |                        |                        |                        |  |  |                   |                   |                   |

## Conferencia Este
Campeón: Philadelphia 76ers

### Primera Ronda
(1) Philadelphia 76ers & (2) Houston Rockets pasan directamente a las Semifinales de la Conferencia Este.
(3) Washington Bullets vs. (6) Cleveland Cavaliers:
Bullets ganó la serie 2-1
- Partido 1 - Washington: Washington 109, Cleveland 100
- Partido 2 - Cleveland: Cleveland 91, Washington 83
- Partido 3 - Washington: Washington 104, Cleveland 98

(4) Boston Celtics vs. (5) San Antonio Spurs:
Celtics ganó la serie 2-0
- Partido 1 - Boston: Boston 104, San Antonio 94
- Partido 2 - San Antonio: Boston 113, San Antonio 109

### Semifinales de Conferencia
(1) Philadelphia 76ers vs. (4) Boston Celtics:
76ers ganó la serie 4-3
- Partido 1 - Philadelphia: Boston 113, Philadelphia 111
- Partido 2 - Philadelphia: Philadelphia 113, Boston 101
- Partido 3 - Boston: Philadelphia 109, Boston 100
- Partido 4 - Boston: Boston 124, Philadelphia 119
- Partido 5 - Philadelphia: Philadelphia 110, Boston 91
- Partido 6 - Boston: Boston 113, Philadelphia 108
- Partido 7 - Philadelphia: Philadelphia 83, Boston 77

(2) Houston Rockets vs. (3) Washington Bullets:
Rockets ganó la serie 4-2
- Partido 1 - Houston: Washington 111, Houston 101
- Partido 2 - Houston: Houston 124, Washington 118
- Partido 3 - Washington: Washington 93, Houston 90
- Partido 4 - Washington: Houston 107, Washington 103
- Partido 5 - Houston: Houston 123, Washington 115
- Partido 6 - Washington: Houston 108, Washington 103

### Finales de Conferencia
(1) Philadelphia 76ers vs. (2) Houston Rockets:
76ers ganó la serie 4-2
- Partido 1 - Philadelphia: Philadelphia 128, Houston 117
- Partido 2 - Philadelphia: Philadelphia 106, Houston 97
- Partido 3 - Houston: Houston 118, Philadelphia 94
- Partido 4 - Houston: Philadelphia 107, Houston 95
- Partido 5 - Philadelphia: Houston 118, Philadelphia 115
- Partido 6 - Houston: Philadelphia 112, Houston 109

## Conferencia Oeste
Campeón: Portland Trail Blazers

### Primera Ronda
(1) Los Angeles Lakers & (2) Denver Nuggets pasan directamente a las Semifinales de la Conferencia Oeste.
(3) Portland Trail Blazers vs. (6) Chicago Bulls:
Blazers ganó la serie 2-1
- Partido 1 - Portland: Portland 96, Chicago 83
- Partido 2 - Chicago: Chicago 107, Portland 104
- Partido 3 - Portland: Portland 106, Chicago 98

(4) Golden State Warriors vs. (5) Detroit Pistons:
Warriors ganó la serie 2-1
- Partido 1 - Golden State: Detroit 95, Golden State 90
- Partido 2 - Detroit: Golden State 138, Detroit 108
- Partido 3 - Golden State: Golden State 109, Detroit 101

### Semifinales de Conferencia
(1) Los Angeles Lakers vs. (4) Golden State Warriors:
Lakers ganó la serie 4-3
- Partido 1 - Los Ángeles: Los Angeles 115, Golden State 106
- Partido 2 - Los Ángeles: Los Angeles 95, Golden State 86
- Partido 3 - Golden State: Golden State 109, Los Ángeles 105
- Partido 4 - Golden State: Golden State 114, Los Ángeles 103
- Partido 5 - Los Ángeles: Los Angeles 112, Golden State 105
- Partido 6 - Golden State: Golden State 115, Los Ángeles 106
- Partido 7 - Los Ángeles: Los Angeles 97, Golden State 84

(2) Denver Nuggets vs. (3) Portland Trail Blazers:
Blazers ganó la serie 4-2
- Partido 1 - Denver: Portland 101, Denver 100
- Partido 2 - Denver: Denver 121, Portland 110
- Partido 3 - Portland: Portland 110, Denver 106
- Partido 4 - Portland: Portland 105, Denver 96
- Partido 5 - Denver: Denver 114, Portland 105
- Partido 6 - Portland: Portland 108, Denver 92

### Finales de Conferencia
(1) Los Angeles Lakers vs. (3) Portland Trail Blazers:
Blazers ganó la serie 4-0
- Partido 1 - Los Ángeles: Portland 121, Los Ángeles 109
- Partido 2 - Los Ángeles: Portland 99, Los Ángeles 97
- Partido 3 - Portland: Portland 102, Los Ángeles 97
- Partido 4 - Portland: Portland 105, Los Ángeles 101

## Finales NBA
(1) Philadelphia 76ers VS. (3) Portland Trail Blazers:
Blazers ganó la serie 4-2
- Partido 1 (Dom 22 de mayo) - Philadelphia: Philadelphia 107, Portland 101
- Partido 2 (Jue 26 de mayo) - Philadelphia: Philadelphia 107, Portland 89
- Partido 3 (Dom 29 de mayo) - Portland: Portland 129, Philadelphia 107
- Partido 4 (Mar 31 de mayo) - Portland: Portland 130, Philadelphia 98
- Partido 5 (Vie 3 de junio) - Philadelphia: Portland 110, Philadelphia 104
- Partido 6 (Dom 5 de junio) - Portland: Portland 109, Philadelphia 107